# Культура Ісландії
Культура Ісландії — культура ісландців — основного народу, що населяє Ісландію, яка, беручи початок від традицій вікінгів, розвивалася під впливом язичницької релігії, а згодом — християнства, при цьому не піддавшись великим змінам за останнє тисячоліття та зберігши свою самобутність. Причиною тому є не лише і не стільки відрізаність ісландців від інших європейських народів, скільки головні національні риси ісландців — етноцентризм та консерватизм. Однак географічні чинники, такі як суворий бореальний клімат, довгі полярні дні і ночі, бідність флори та фауни, часті Землетруси, виверження вулканів, повені та снігові бурі, теж не могли не вплинути на культуру цього північного народу.

## Ісландська мова та література

### Ісландська мова
Через відокремленість Ісландії від материкової Європи мова ісландців зберегла схожість з давньоскандинавською. Ісландський народ дотримується мовної чистоти, а отже в мові практично відсутні запозичення — нові терміни утворюються за допомогою словоскладання та словотворення. У словниковому складі ісландської мови абсолютно переважає споконвічна лексика. Через пуристичний характер ісландської словесності та її орієнтацію на класичну давньоісландську літературу, слова для нових лексичних значень виникають переважно шляхом калькування (див. калька). У літературній ісландській мові майже немає міжнародної термінології, а нові терміни калькуються, а не запозичуються у фонетичній формі. В усному мовленні відсоток запозичень з данської та англійської мов вищий. Ісландська мова є однією з найбагатших у світі, не лише через великий та багатий словник, а й завдяки величезній літературній спадщині. у середньовіччі використовували рунічне письмо, а надалі було створено ісландський алфавіт на латинській основі. В 1990-х роках почався рух за ісландську мову без іноземних слів, а на початку XXI століття з'явилася ультрапуристична форма мови, яка отримала назву висока ісландська (Háfrónska ісландською). Слово «frónska» є похідним від «frón» — поетичної назви Ісландії, яка була однією з назв Землі, що фігурує в епічній прозі Едди. Хоча ця мова й не має офіційного статусу, існує Центр високої ісландської мови, метою якого є не лише заміна запозичень неологізмами, але й популяризація нової мови.
Однак із вищесказаного не випливає, що ісландська мова зовсім не змінилася впродовж останнього тисячоліття. Вона змінилась, але ці зміни не були спровоковані впливом інших мов. У IX столітті, коли почалося заселення острова, скандинавські мови майже не відрізнялися одна від одної. Автор «Першого граматичного трактату», твору, написаного в Ісландії в середині XII століття, ще називав свою мову данською (dönsk tunga); так називалась мова всіх скандинавських народів до XII—XIII століть. У XIII—XIV століттях мова ісландців та норвежців мала назву «північна мова» (norrœnt mál), а вираз «ісландська мова» (íslenska) з'явився лише в XV столітті.
1925 року в Ісландії вийшов спеціальний закон, що забороняє громадянам країни брати прізвища. Проте деякі громадяни країни, переважно іммігранти, мають прізвище. Але більшість корінних ісландців мають лише по батькові, які утворюються шляхом додавання до імені батька — або son («син»), або dóttir («дочка»). Наприклад, сина Йона Петурссона зватимуть Арні Йонссон, а його дочку — Агнес Йонсдоттір. У телефонному довіднику всіх пишуть за першими іменами, а набір ісландських імен донедавна був обмежений — ніхто не міг стати громадянином Ісландії, якщо його ім'я не було ісландським (див. Ісландське ім'я). Цей закон було змінено в 90-ті роки, і тепер можна стати громадянином Ісландії, не змінюючи імені.

### Давня та середньовічна ісландська література

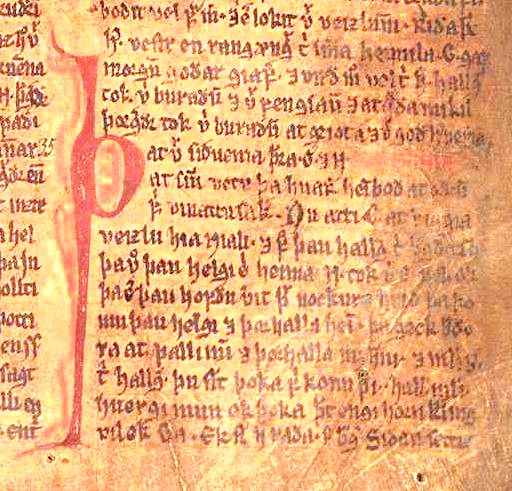
Зразок рукопису «Саги про Ньяла»

Ісландська література бере початок від традицій давньоскандинавського фольклору. До наших днів дійшли десятки ісландських саг, які вважаються одними з найкращих зразків середньовічної літератури Європи. Одні з найвідоміших саг — «Сага про Ньяла» та «Сага про Гіслі», які є родовими сагами — прозовими творами, пов'язаними з усною народною традицією. До родових належать також такі саги: «Сага про йомсвікінгів», «Сага про Інглінгів», «Сага про нащадків Кнута», тощо. (див. Сага).
Королівські саги — розповіді з історії Норвегії до середини XIII століття, найкраща з яких — «Хеймскрінгла», яку написав Сноррі Стурлусон на початку XIII століття. В XIII—XIV століттях були створені саги давніх часів, що розповідають про людей, що жили до X століття. Перу Сноррі Стурлусона належить також «Молодша Едда», яку, поряд зі «Старшою Еддою», вважають вершиною ісландської середньовічної літератури. «Молодша Едда», яка складається з чотирьох частин, містить велику кількість цитат зі стародавніх поем, заснованих на сюжетах з германо-скандинавської міфології. А «Старша Едда», авторство якої приписують вченому Саймундру Мудрому, є збіркою давньоісландських пісень про богів та героїв, написаною на початку XII століття.

Крім саг ісландці зробили ще один внесок до світової літератури — поезію скальдів, найвідомішим з яких був Еґіль Скатлаґрімссон — син одного з першопоселенців Ісландії, який безстрашно боровся проти королів Норвегії Гаральда та Ейріка, чиє життя описане в «Сазі про Егіль». Так говорив Скатлаґрімссон про поезію скальдів:
Коли Гаральд Прекрасноволосий був королем Норвегії, відбулося заселення Ісландії. У Гаральда були скальди, і люди ще пам'ятають їхні вірші, а також вірші про всіх королів, які потім правили Норвегією… Ми визнаємо за правду все, що говориться в цих віршах про походи або битви королів, бо, хоча у скальдів і є звичай понад усе хвалити того правителя, перед обличчям якого вони знаходяться, жоден скальд не наважився б приписати йому те, що, як усім відомо, в тому числі самому правителю, брехня та небилиця. Це було б знущанням, а не похвалою.

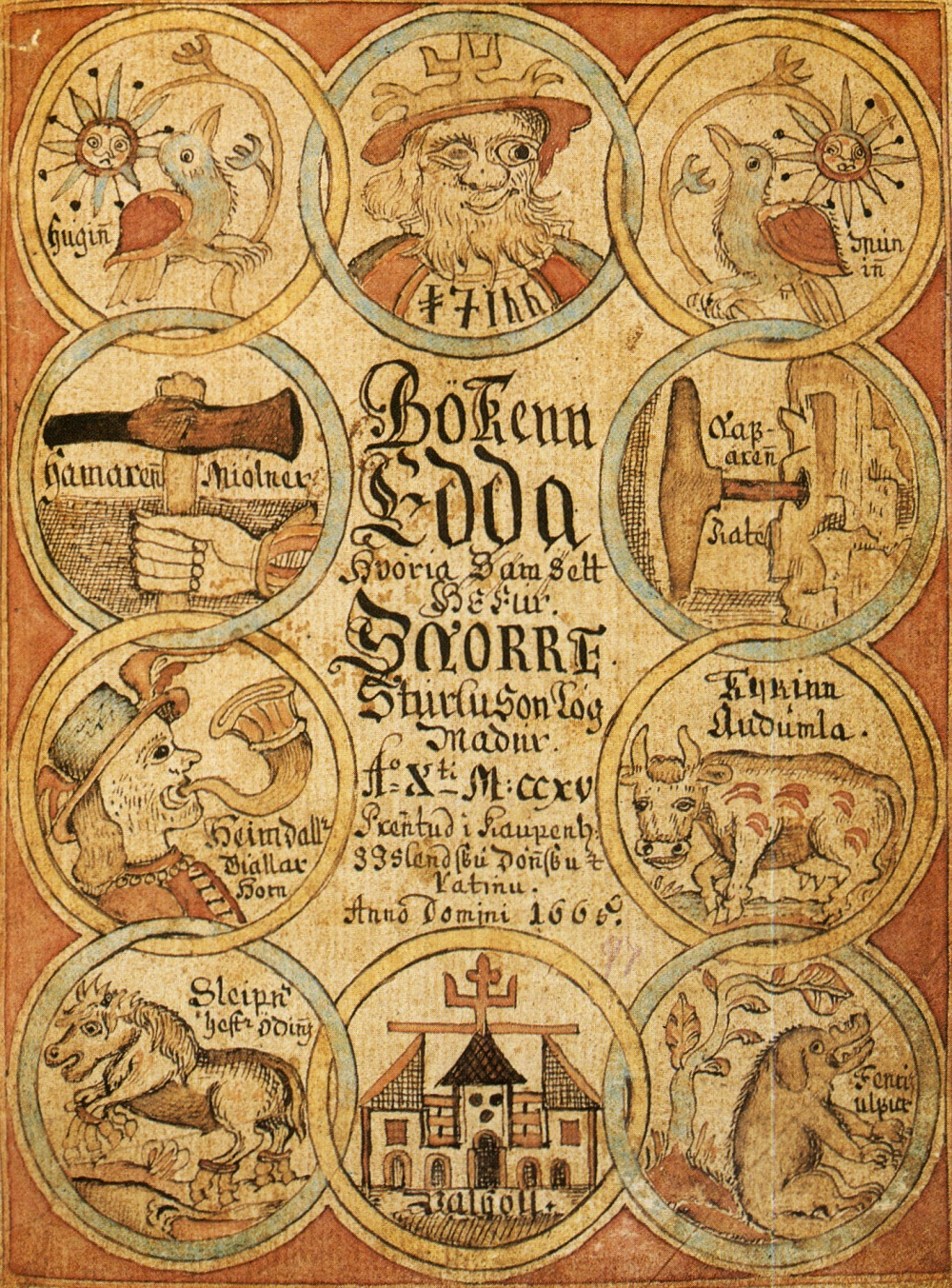
Титульний аркуш «Молодшої Едди», виданої у XVIII столітті

В XIII—XIV століттях розвивалася християнська поезія, яка приділяла велику увагу звичайній людині з її стражданнями; вершини вона досягла в середині XIV століття в поемі Аусгрімссона «Лілія». Ще одним яскравим представником середньовічної ісландської літератури є Гатльґрімур П'єтурссон, який написав чудовий твір християнської літератури — «Гімни про Страсті Господні».
У християнській Ісландії основним літературним жанром поряд з релігійними творами, були рими — танцювальні балади, які прийшли з Франції через Данію та Норвегію і злилися зі старовинними скальдичними формами, утворивши новий жанр. Одна з перших рим з'явилась у XIV столітті й збереглася в «Книзі з Плоского острова», яка є найбільшим середньовічним ісландським манускриптом.
А в XVII столітті, коли загострювалася боротьба ісландців за незалежність, ісландська культура і насамперед література отримала новий поштовх для розвитку. Творчість Е. Оулафссона сприяла пробудженню національної самосвідомості та підйому ісландської літератури після довгого занепаду. Під час відродження літератури Ісландії, яке почалося в XIX столітті, в епоху романтизму, тісно пов'язаного з політичною боротьбою за незалежність, передових письменників згуртував журнал «Фьольнір» (1835—1839, 1844—1847), який встиг вийти всього дев'ять разів.
Хоча й письменники боролися за чистоту ісландської мови і суверенітет Ісландії, більшість з них не йшли за віковими традиціями ісландської літератури. С. Брейдфйорд і Х. Йоунссон були одними з тих, чиї твори відповідали всім традиціям середньовічної ісландської літератури. Наприкінці XIX століття в Ісландії почав розвиватися реалізм, представниками якого є Г. Паульссон, І. Ейнарссон, Й. Сігурйоунссон, Т. Ерлінгссон, Г. Стефанссон, Е. Бенедіхтссон та багато інших.

### Сучасна ісландська література
Величезну роль у сучасній ісландській літературі зіграв лауреат Нобелівської премії Галдор Лакснесс, який продовжив традиції реалістичної літератури та написав відомі романи «Салка Валка», «Світло світу», «Атомна станція» тощо. Крім цього Лакснесс переклав відомий роман Хемінгуея «Прощавай, зброє!». Не можна переоцінити внесок Галдора Лакснесса в ісландсько-радянські, а надалі і в ісландсько-російські відносини, оскільки він був головою Товариства ісландсько-радянської дружби та написав про поїздки до СРСР книги «Шлях на Схід» («I Austurvegi», 1933) та «Російська казка» («Gerska oefintyrid», 1938). У США Лакснесс не користувався великою популярністю через прокомуністичні настрої в його творах, зокрема в романі «Атомна станція».

Мовознавець Еліас Вессен, член Шведської академії, у своїй промові на церемонії нагородження Нобелівською премією з літератури віддав належне багатій спадщині ісландської літератури та відзначив:
Галдор Лакснесс повернув літературу до її витоків та збагатив ісландську мову новими художніми засобами для вираження сучасного змісту.

Одним з найвідоміших письменників сучасності в Ісландії є Гатльґрімур Гелґасон, який написав роман «101 Рейк'явік», опублікований 1996 року, за мотивами якого режисер Балтасар Кормакур зняв фільм 2000 року. Ще один відомий ісландський письменник — Арналдур Індрідасон, детективи якого широко відомі за межами Ісландії. Чималий внесок у ісландську літературу зробив Тор Вілг'ялмссон. Його повість «Швидко-швидко птах говорив» зацікавила літературну критику, а роман «Розпечений сірий мох» здобув Літературну премію Північної ради.

## Архітектура та образотворче мистецтво

### Архітектура

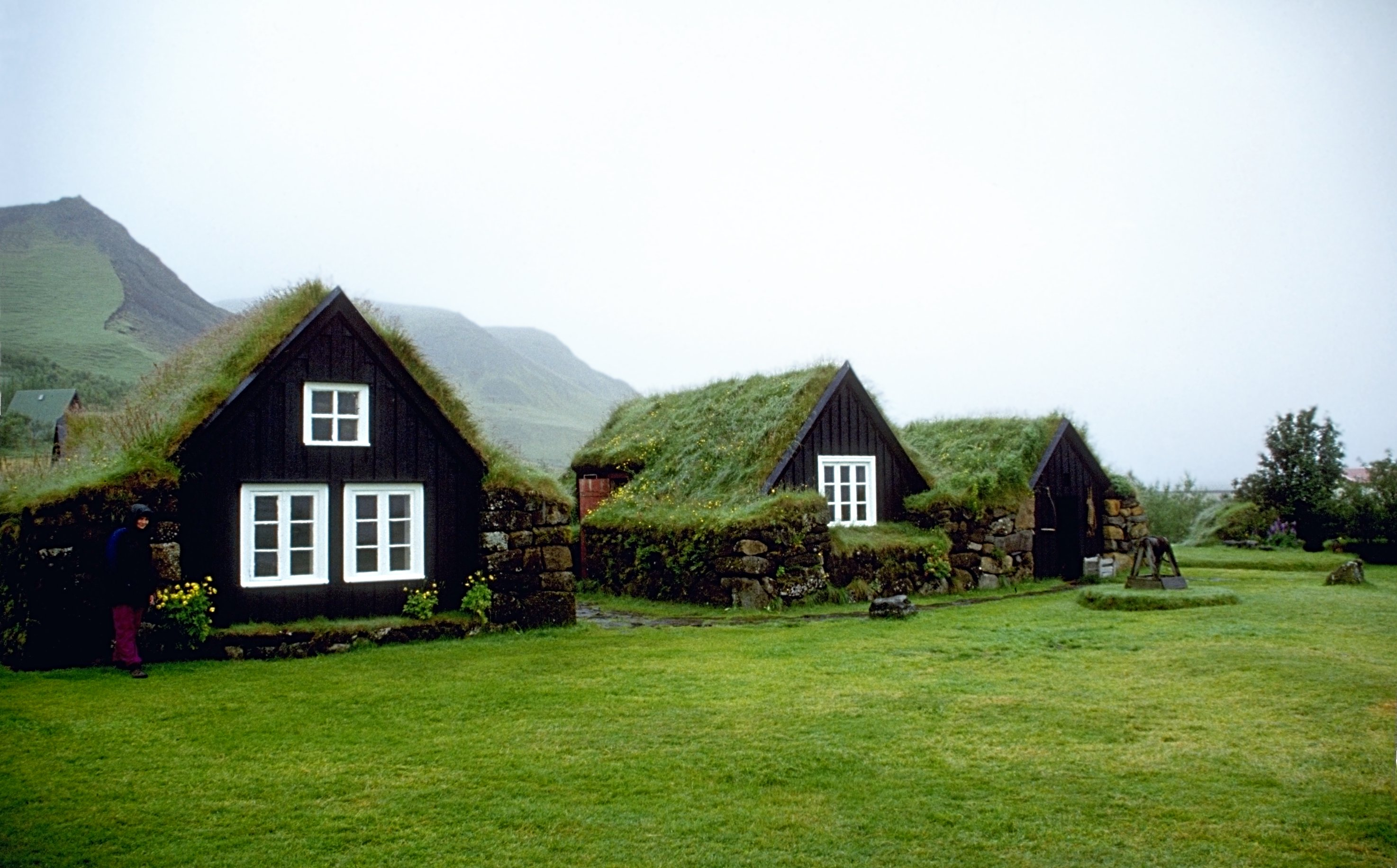
Традиційні ісландські будинки

Перші поселенці острова будували будинки з торф'яних блоків з дерновим дахом (див. Ісландські дернові будинки). Такі будинки дозволяли захищатися від частих морозів узимку та дощів улітку. Такі будинки являли собою так звані довгі будинки (ісл. languagehús), які були характерними для скандинавських народів. Довгі будинки мали одну кімнату, що дозволяло тримати весь будинок теплим впродовж зими. Пізні види таких будинків мали кілька кімнат, одна з яких — опалювальна баня (бадстова) (ісл. baðstofa).
У XVIII—XIX століттях, коли населення острова швидко зростало, почалося будівництво кам'яних будинків. У XIX столітті сформувався тип 2 — 3-поверхового ісландського будинку з привізного лісу, туфу, базальту, з обшивкою гофрованим залізом.
У ранньому Середньовіччі в Ісландії було розповсюдженим різьблення по дереву, яке мало риси як романської, так і норманської культури, традиційним плетеним візерунком прикрашалися і срібні чаші XII—XIII століть, і готичні мініатюри XIV—XV століть, і вівтарні шиті покривала.

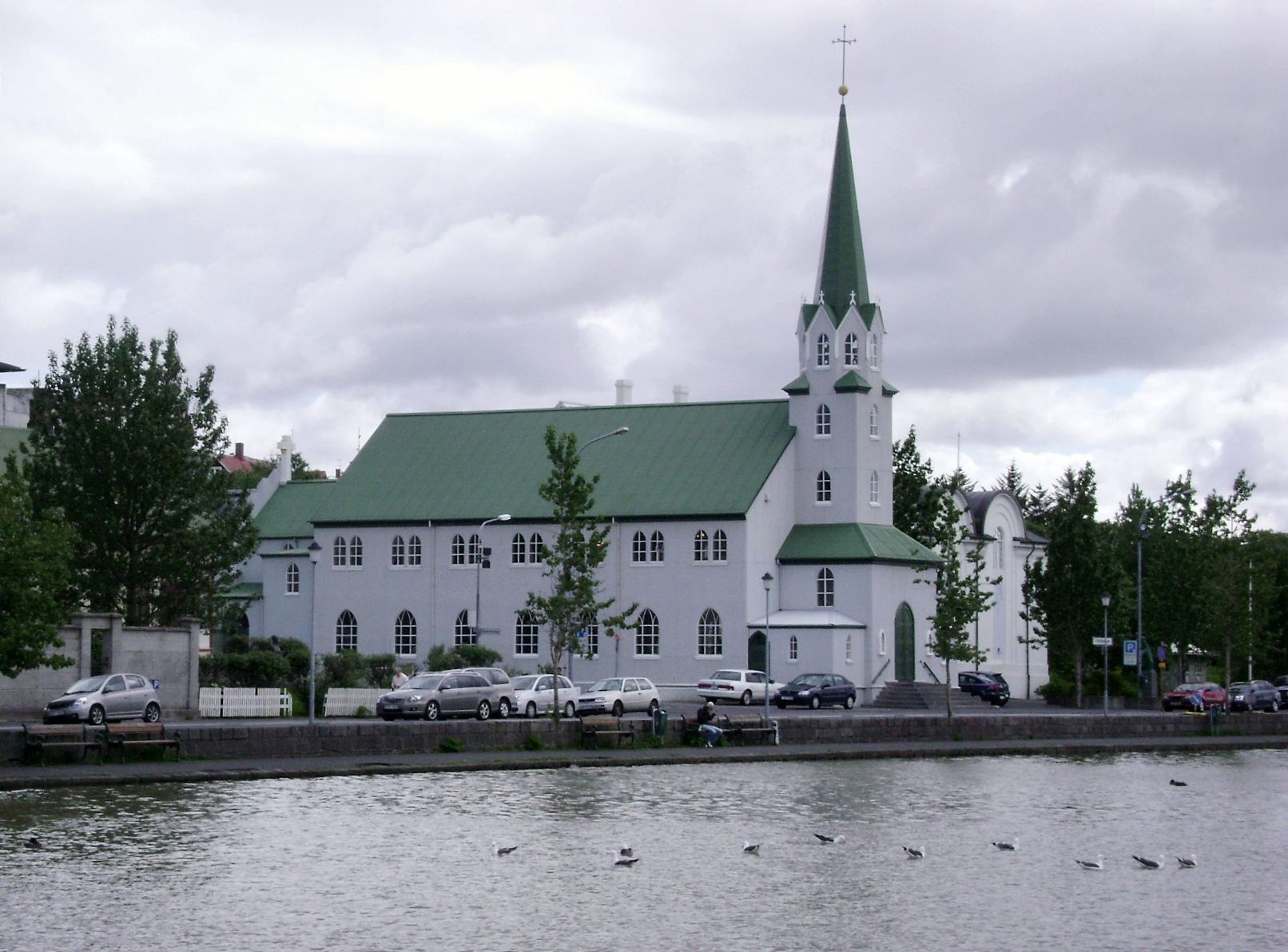
Вільна церква Рейк'явіка

Традиції сучасної ісландської архітектури склалися після Другої світової війни, коли Ісландія стала незалежною країною. Сучасна ісландська архітектура включає в себе риси як середньовічної ісландської архітектури, так і сучасної світової архітектури. На початку XXI століття в Рейк'явіку було побудовано перші хмарочоси в Ісландії — Смаураторг і Хьовдаторг. Найвідоміші архітектори Ісландії — Сігурд Гудмундссон та Гудйоун Самуельссон.
Головними перлинами ісландської архітектури є Кафедральний собор Рейк'явіка, Хатльгрімскіркья, Вільна церква Рейк'явіка, Церква Акюрейрі, Перлан, Хйовді, Бессастадір та інші. В Ісландії також розвинена скульптура. Ейнар Йоунссон (1874—1954) був першим і, мабуть, єдиним ісландським скульптором, якого знають за межами Ісландії. Його твори можна побачити на багатьох вулицях та площах не лише Рейк'явіка, а й інших міст країни. Створено музей Ейнара Йоунссона, який володіє зібранням оригіналів та копій його робіт. Серед скульпторів XX століття відомі Сігурйоун Оулафссон (1908—1982) і Аусмундур Свейнссон (1893—1982). Останній працював як у жанрі фігуративної, так і абстрактної скульптури. Головною темою його робіт є показ подій повсякденного життя та сучасних йому технічних досягнень, а також таємничий світ ісландських саг (наприклад, пам'ятник Саймундру Мудрому та диявольському тюленеві біля будівлі ісландського університету в Рейк'явіку). Ще один ісландський скульптор, Рікардур Йоунссон (1888—1972), прославився своїми дерев'яними різьбленими скульптурами та портретами.

### Живопис

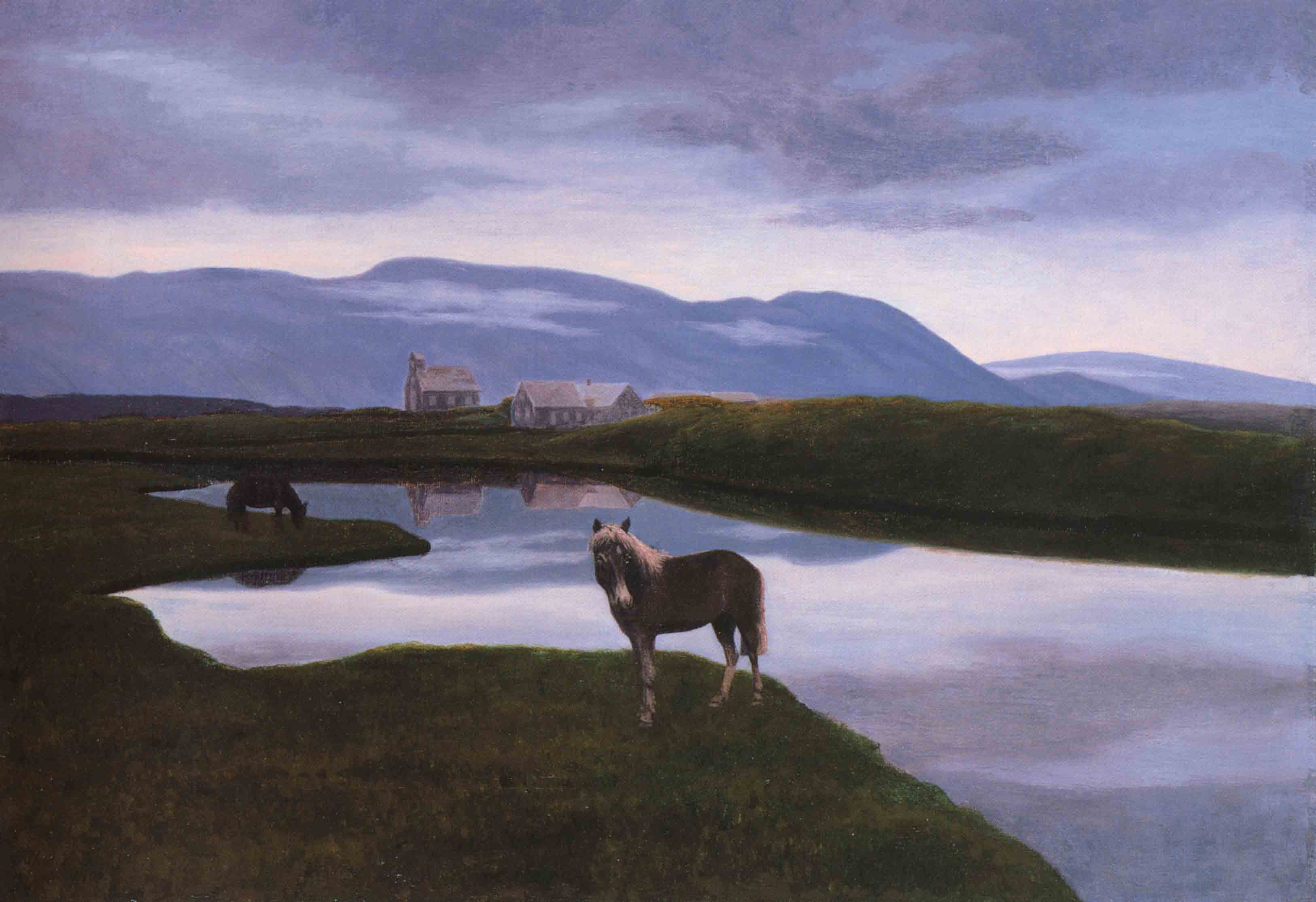
Тоурарір Торлаухссон «Тінгвеллір»

Посилення національно-визвольного руху на початку XIX століття стало імпульсом для розвитку ісландської живопису. Найвідомішим ісландським художником є Тоурарін Торлаухссон (1867—1924), який малював суто пейзажі. Він був першим художником в Ісландії, який отримав державний грант, а також був членом так званого Комітету ісландського прапора, членів якого призначив перший прем'єр-міністр країни, Ханнес Петурссон. Інші відомі ісландські художники — Сігурд Гудмундссон, Аусгрімур Йоунссон, Гудмундур Торстейнссон, Крістін Йоунсдоуттір, Йоун Стефаунссон, Гердур Хельгадоттір, Ерро. Велика частина робіт ісландських художників виставлена в Національній галереї Ісландії, яка розташована в Рейк'явіку, а роботи таких сучасних ісландських художників, як Ерро, Ейнара Хауконарсона та інших, можна побачити навіть у найвідоміших музеях світу.

### Національний одяг

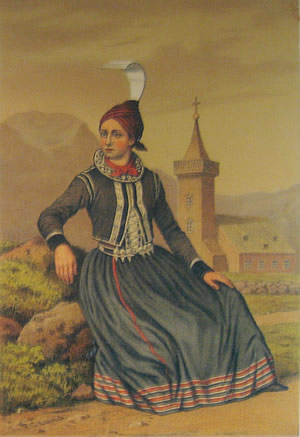
Дівчина, яка надягла фалдбунінгюр.

Фьйóудбунінгюрінн (Þjóðbúningurinn) є збірною назвою для національних костюмів ісландців, які за минулі століття зазнали багато змін, проте сьогодні спеціальна комісія стежить за тим, щоб надалі вони не змінювали свій вигляд.
Існують п'ять видів ісландських національних костюмів для жінок: кіртіль (kyrtill), скьєйтбунінгюр (skautbúningur), фáлдбунінгюр (faldbúningur), пéйсуфет (peysuföt) та упплютур (upphlutur). Перші дві створив відомий ісландський художник Сігурд Гудмундссон для різних церемоній, а останні три відомі з Середньовіччя.
Національний ісландський костюм чоловіків існує в трьох варіантах, однак лише один з них — Фьйоудбунінгюр кадла (þjóðbúningur karla) є прямим спадкоємцем традиційного ісландської одягу. Фьоудбунінгюр кадла, який надягали чоловіки Ісландії в XVII—XIX століттях, складається з вовняних штанів, жакета з ґудзиками, який називається трея, але може бути замінений пейсою.
У XX столітті було створено новий стиль одягу і знаменитий на весь світ ісландський светр — лопапейса. Лопапейса виник у середині двадцятого століття, коли імпорт іноземних товарів витіснив ісландські народні товари, і щоб використовувати вітчизняну шерсть, винайшли ісландський светр. Найімовірніше, стиль запозичено з національних костюмів гренландських жінок, але як светр його носять і чоловіки.
До відносно недавнього часу в'язання було вселюдним захопленням і чоловіків, і жінок. У сільській місцевості воно, втім, збереглося досі, і про це жартують, що пастухи, переганяючи стада, не припиняють в'язати ні на хвилину, а фермерські дружини не випускають спиць з рук, навіть виконуючи свій подружній обов'язок.

## Виконавське мистецтво

### Музика

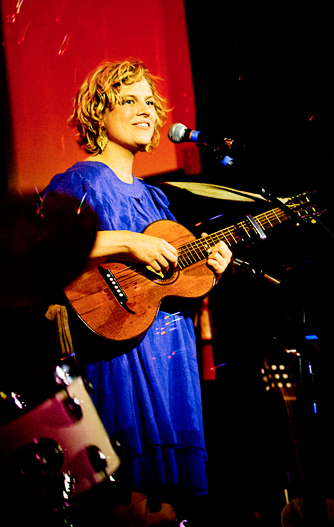
Олоф Арналдс

Народна ісландська музика, джерела якої сягають глибокої давнини, дуже самобутня. Після запровадження християнства в Ісландії поширився григоріанський, а потім — протестантський хорал, але збереглися традиції стародавньої та середньовічної народної ісландської музики. Основним жанром в середньовічній ісландській музиці поряд з церковним хоровим співом є Рими і віківаки — героїчні пісні про життя лицарів. Пісні співаються без акомпанементу, а це означає, що народна музика суто вокальна, хоча вкрай рідко використовується скрипка та деякі інші інструменти. Гімн Ісландії — Ó Guð vors lands (ісл. Бог нашої країни), написаний 1874 року. Автор слів — Маттіас Йокумссон, композитор — Свейнбйорн Свейнбйорнссон.
Професійна музика зародилася на початку XIX століття, під час загострення боротьби ісландців за незалежність. У XX столітті на ісландську музику вплинула європейська музика, хоча вплив не був сильним, що дозволило зберегти її самобутність. Після Другої світової війни, коли Ісландія стала незалежною країною, ісландська культура, і в тому числі музика, стала розвиватися дуже швидко. 1950 року було засновано Ісландський симфонічний оркестр та відкрито Національний театр Ісландії. 1993 року в місті Акурейрі було створено другий в країні професійний оркестр — симфонічний оркестр Північної Ісландії.

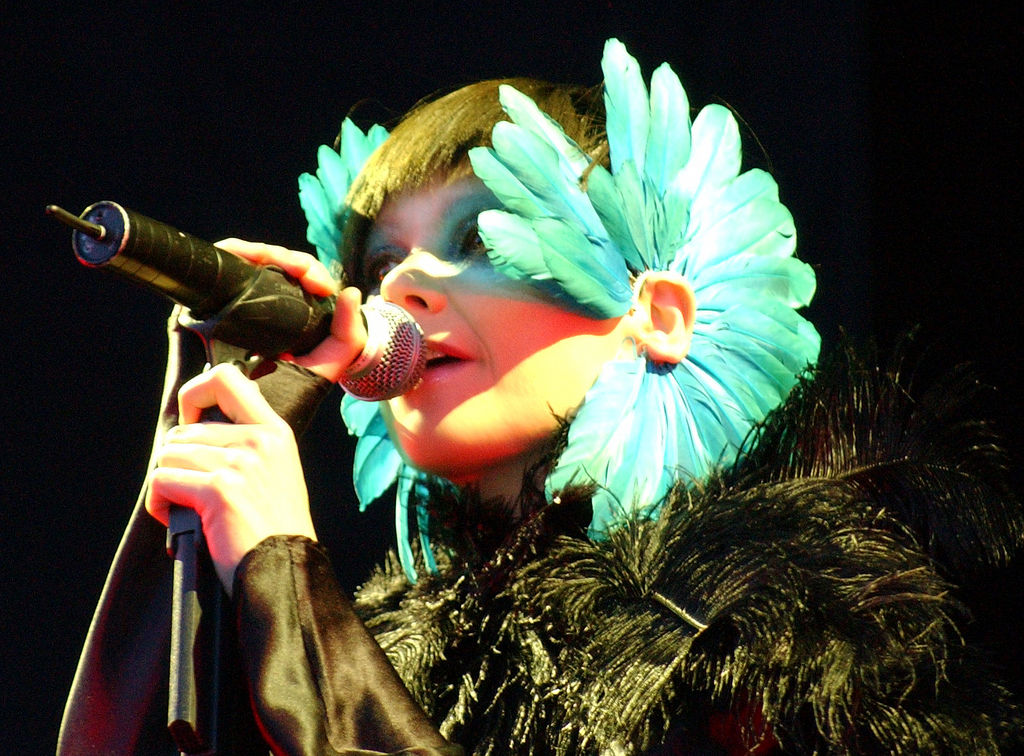
Бйорк

В 1980—1990 роках в Ісландії розвивалися нові музичні напрямки — джаз, рок-музика, поп-музика. Багато ісландських співаків, музикантів стали відомими не лише у себе на батьківщині, але й у всьому світі. Бйорк, The Sugarcubes, Sigur Rós, Múm, Еміліана Торріні, Seabear, Олоф Арналдс, Amiina, Árstíð ir, Олафур Арнальдс, Of Monsters and Men та інші імена відомі не лише в Ісландії, але й за її межами. Найвідоміші композитори Ісландії — Герберт Аугустссон, Йон Лейфс, Свейнбйорн Свейнбйорнссон, Хілмар Ёрн Хілмарссон та інші.
Ісландія також є країною-учасницею конкурсу пісні Євробачення з 1986 року. Найвдалішими виступами цієї країни на конкурсі були 1999 рік, коли від Ісландії брала участь Сельма Бйорндоттір, і 2009 рік, коли від Ісландії брала участь Йоганна Гудрун Йонсдоттір. Обидві співачки займали друге місце.
У Рейк'явіку та інших великих містах часто проходять музичні фестивалі, найвідоміші з яких джазовий фестиваль «Reykjavik Jazz Festival» та «Iceland Airwaves». Останній є найбільшим індивідуальним концертом в Ісландії, в якому беруть участь 2500 співаків та музикантів не лише з Ісландії, а й з інших країн. На фестиваль приходять глядачі з усіх кінців Ісландії, а також туристи з інших країн.

### Драматичний театр
Хоча елементи театрального мистецтва містилися вже у творах середньовічної ісландської літератури, однак перші професійні вистави ставилися лише на початку XVIII століття латинською школою в Скалгольті, яка пізніше працювала в Рейк'явіку. 1897 року в столиці було створено Рейкьявікське театральне товариство, яке стало першим поштовхом для розвитку театрального мистецтва. У перші роки роботи товариства ставилися переважно п'єси ісландських авторів — С. П'єтурссона, М. Йохумссона, І. Ейнарссона, Й. Сігурйонссона та інших. Однак пізніше, коли Ісландія стала суверенною країною, ставилися п'єси Г. Ібсена, Б. Шоу, М. В. Гоголя, А. П. Чехова та інших. Пізніше товариство змінило назву на Міський театр Рейк'явіка, а 1950 року був організований Національний театр, на сцені якого ставляться драматичні та музичні спектаклі. У репертуарі Національного театру час від часу з'являються опери, і низка ісландських оперних співаків та співачок мають великий успіх за кордоном. Серед них одна з найвідоміших — Сігрун Хьялмтісдоуттір. 1980 року було створено Ісландський оперний театр (Íslenska óperan), в якому щороку ставляться 2—3 оперних вистави. Ісландський оперний театр є одним з небагатьох культурних об'єктів країни, які отримують субсидії з державного бюджету. За межами Рейк'явіка велику роль відіграє Театральна компанія Акурейрі, а також кілька аматорських театральних труп, які дають вистави по всій країні. Число таких аматорських театральних груп дорівнює приблизно 80-и, проте діяльність їх усіх координується професійними театральними установами.
В Ісландії роль театру така висока, що три з чотирьох жителів країни регулярно відвідують вистави, поставлені різними театрами, а одна з директорів Міського театру Рейк'явіка, Віґдіс Фіннбоґадоттір, була обрана президентом країни 1980 року.

### Кіно
Історія ісландського кіно починається 1906 року, коли в цій країні Альфред Лінд відзняв перший документальний фільм, який триває всього три хвилини. Того самого року в Рейк'явіку було відкрито перший у країні кінотеатр. Всі фільми, зняті на початку XX століття в Ісландії, були фільмами зарубіжного виробництва (найчастіше їх знімали скандинавські країни). Перший повнометражний ісландський фільм — «Пригоди Йоуна та Гвендара», знято 1923 року.
Ісландська кіноіндустрія дуже розвинена, попри обмежений ринок, і це не лише результат того, що в цій країні існують податкові пільги для виробництва фільмів, а ще й того, що ісландці люблять цей вид мистецтва. Щороку в Ісландії виходять кілька документальних та художніх фільмів. Найвідоміші режисери — Балтасар Кормакур, який зняв фільми «Погана кров», «101 Рейк'явік», «Невелика подорож до раю», «Море»; Фрідрік Тор Фрідрікссон, який зняв фільми «Сага про Ньяла», «Рок в Рейк'явіку», «діти природи», «Соколи»; Арні Олафур Асгейрссон та інші.
Найбільшу роль у кінематографі Ісландії зіграв Фрідрік Тор Фрідрікссон. Наприкінці 1970-х Фрідрікссон не так брав участь у кінематографічному житті Рейк'явіка, скільки сам його створював: запустив перший в Ісландії кіножурнал «Квікмюндбладід», став його головним редактором та критиком, організував Рейкьявікський кінофестиваль (1978) і взяв на себе обов'язки директора-адміністратора, відкрив власну кінокомпанію «Icelandic Film Corporation» і, через кілька років, нарешті розпочав творчу діяльність, почав знімати кіно.
Кінематографія Ісландії розвивалася кількома етапами. До 1970-х років знімалися фільми різних жанрів, хоча й велика частина їх не мала художньої цінності. В 1980-х роках розвивалося історичне кіно, знімалися також документальні фільми.
1984 року режисер Графн Ґуннлауґссон зняв історичний фільм «Політ ворона», а 1988 року «Тінь ворона», який, не бувши безпосереднім продовженням першого фільму, проте є наступним у серії фільмів, знятих Графном про вікінгів Ісландії. У головній жіночій ролі знялася сестра режисера Тінна Гуннлаугсдоттір. Надалі режисер ще не раз повертався до теми середньовічної Ісландії і зняв ще кілька фільмів, серед яких особливу популярність завоював фільм «Білий вікінг», знятий 1991 року.
У 1990-х роках більше почали знімати романтичні фільми та драми, а також документальні фільми. В 1990-х роках найбільший успіх з ісландських фільмів мав знятий Фрідріком Фрідрікссоном 1991 року фільм «Діти природи», який було номіновано на премію «Оскар» в категорії «Найкращий іншомовний фільм» 1992 року. Цей фільм також отримав багато нагород, серед яких «Приз Скандинавського Кіноінституту» 1991 року, а за підсумком X Скандинавського фестивалю «Діти природи» було визнано найкращим скандинавським фільмом 1991—1993 років.
Крім художніх фільмів, в Ісландії дуже популярні також документальні фільми та мультфільми. Два документальні фільми, які змінили ісландську кінематографію, — це «Рок в Рейк'явіку», знятий на початку 1980-х Фрідрікссоном, і «Heima», знятий 2007 року. Обидва фільми розповідають про музикантів Ісландії, але в першому з них розкрита тема рок-музики, а другий знято про гурт Сигур Ріс, який виконує пісні в стилі пост-рок.
У 2000-х роках з'явилися перші якісні анімаційні фільми та розважальні передачі. 2006 року на екранах з'явилася дитяча передача-серіал Лентяєво, яка дуже популярна на Заході. Передачу створив чемпіон Ісландії з гімнастики Магнус Шевінг, який одночасно є автором проєкту, продюсером та актором. Наприкінці 2000-х років передача завоювала популярність у всьому світі. 2011 року вийде новий повнометражний комедійний комп'ютерний мультиплікаційний фільм «Тор — хроніки Едди».

## Традиції та звичаї

### Спосіб життя
Стиль життя та характер ісландців багато в чому обумовлені природою та кліматом острова, а також історичним минулим народу. Ісландці пов'язані з природою та вважають себе частиною її. Ось чому майже всі ісландці мають великі позашляховики, на яких вони часто їздять відпочивати у свої маленькі будиночки за містом. Ісландці люблять подорожувати, але не за кордон, а у себе на батьківщині; щороку ісландські родини відвідують історичні місця та природні пам'ятки Ісландії.
Ісландці люблять всі види мистецтва. Навіть у маленьких містах можна побачити музеї, галереї, театри та кінотеатри. З розрахунку на душу населення в середньому ісландському місті вчетверо більше кінотеатрів, ніж в аналогічному європейському. Ісландці обожнюють вечірки. Бувши змушеними протягом століть розважатися довгими зимовими вечорами колективно, вони і в наші дні не виносять самотності.

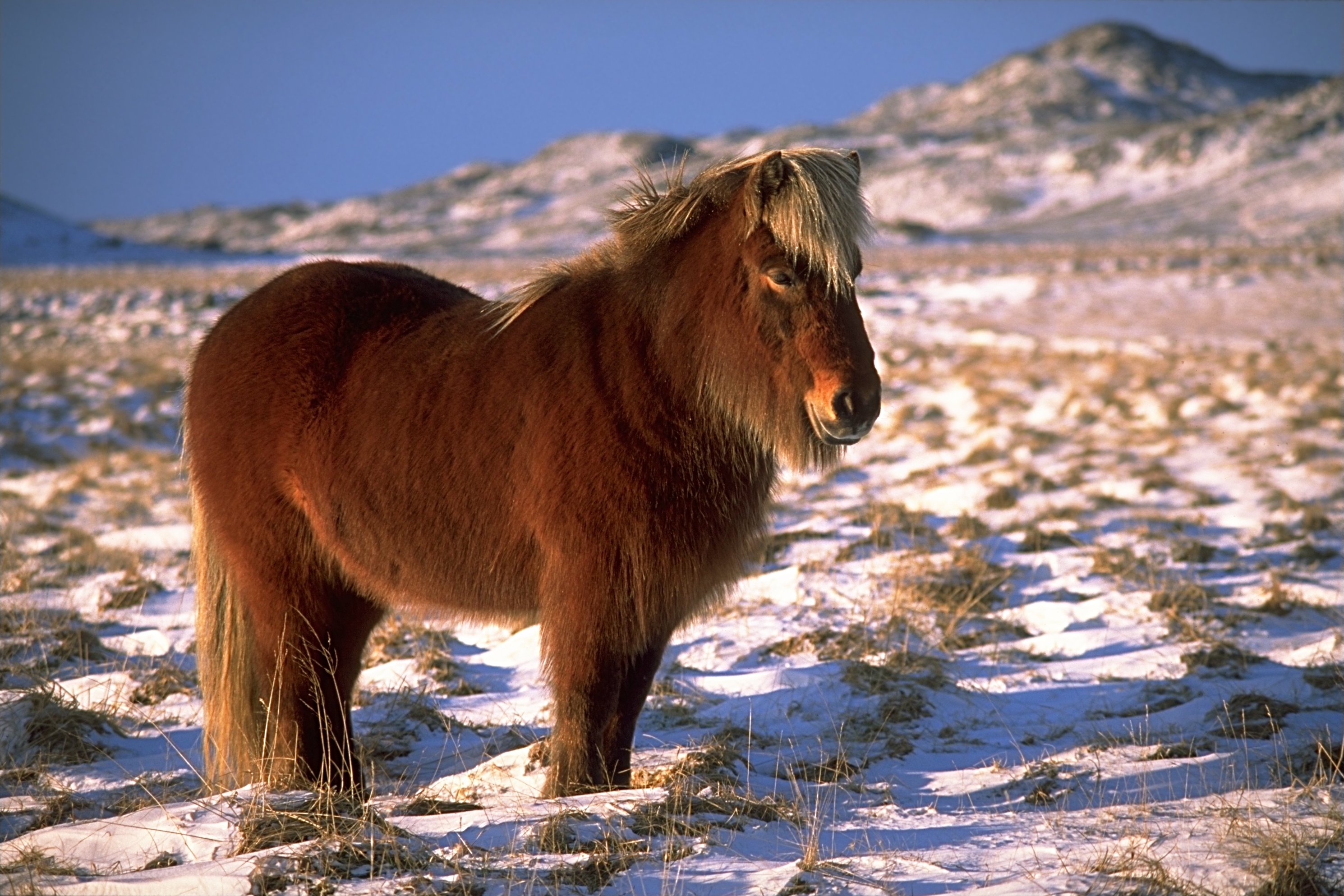
Ісландський кінь

Клімат дуже сильно впливає на стиль життя ісландців. На острові люди впродовж століть придумували заняття, ігри, які допомагають коротати довгі зимові ночі й урізноманітнити літні дні. Крім сімейних ігор, є безліч видів змагань, в яких беруть участь всі — і молоді, і старі. До недавнього часу в'язання було справжнім національним хобі та залишається таким на маленьких хуторах, причому, в'яжуть як жінки, так і чоловіки. Ще одне поширене хобі — конярство. В Ісландії є навіть особлива порода коней — ісландський кінь. Його характерні риси — невеликий зріст (до 144 см у чубку), кремезність та грубуватість, велика голова, кудлатий щільний чубчик, довгі грива та хвіст.
Як і у всіх холодних країнах, в Ісландії п'ють. І п'ють багато, попри те, що алкоголь в цій країні коштує дорого. До того, як було скасовано сухий закон 1989 року, ісландці самі гнали алкоголь. Національний ісландський алкогольний напій — картопляна горілка, яка називається бреннівін.
В Ісландії розвинуті всі види спорту, але особливо популярна народна ісландська боротьба — Глім. Глім, що існувала вже в часи вікінгів, збереглася лише в Ісландії. Описи Глім є в декількох ісландських сагах, наприклад, у «Сазі про Греттіс» та «Сазі про Олава Трюггвасона». В Ісландії популярні також такі види спорту, як гандбол, шахи, футбол, а також зимові види спорту. Але особливих успіхів досягли ісландці в гандболі і шахах. Чоловіча збірна Ісландії з гандболу завоювала срібну медаль на Літніх Олімпійських іграх 2008, які проходили в Пекіні. А ісландські шахісти, найвідоміші з яких — Фрідрік Олафссон, Йоун Арнасон, Маргейр Петурссон, Хельги Олафссон, Гудмундур Сігурьонссон, і Йохан Хьяртарсон, неодноразово перемагали на різних турнірах.
Хоча ісландці вважають себе нащадками вікінгів, а суспільство цього стародавнього народу було патріархальним, чітко простежується одна з головних тенденцій сучасної Ісландії — фемінізація суспільства. На початку 2010 в Ісландії заборонили проведення стриптиз-шоу. Ісландія стала першою європейською країною за винятком Ватикану, Андорри та кількох інших карликових держав, де стриптиз заборонений на законодавчому рівні. Статева рівність вважається однією з головних рис цієї країни. Ісландки отримали право голосувати на виборах одними з перших у Європі 1915 року. При цьому в країні не було масових демонстрацій суфражисток або дискусій з цього приводу, як в інших країнах Європи (див. Жіноче виборче право).
В Ісландії з 2010 року дозволені одностатеві шлюби, і прем'єр-міністр країни, Йоганна Сігурдардоттір, стала однією з перших громадян країни, які уклали шлюб з особою тієї ж статі.

### Релігія та вірування
В Ісландії діє євангелістська лютеранська церква, парафіянами якої є 92,2 % жителів країни. На відміну від багатьох протестантських конфесій лютерани великого значення надавали та надають архітектурі, внаслідок чого більшість кірх якщо й не архітектурні шедеври, то принаймні пам'ятки населених пунктів, в яких вони знаходяться. Частина будівель перейшла до лютеран від католиків (однак, далеко не завжди мирним шляхом), потім будувалися будівлі в стилі бароко, класицизму, а з кінця XIX століття дуже активно — в стилі неоготики. У XX столітті збудовано велику кількість церков у стилі модерн. В Ісландії є також небагато католиків та православних (див. Релігія в Ісландії), а також мусульман (див. Іслам в Ісландії).
З офіційною релігією мирно уживаються невгасаючі язичницькі традиції. Все більшу популярність завойовує древня скандинавська релігія, знана як Асатру, причому не як нове віяння, а як офіційно визнана релігія. Відродження Асатру відбулося в 1970-х роках у середовищі вівчарів; ця релігія заснована на гармонії з природою і на могутності природних сил, представлених в образі стародавніх божеств.

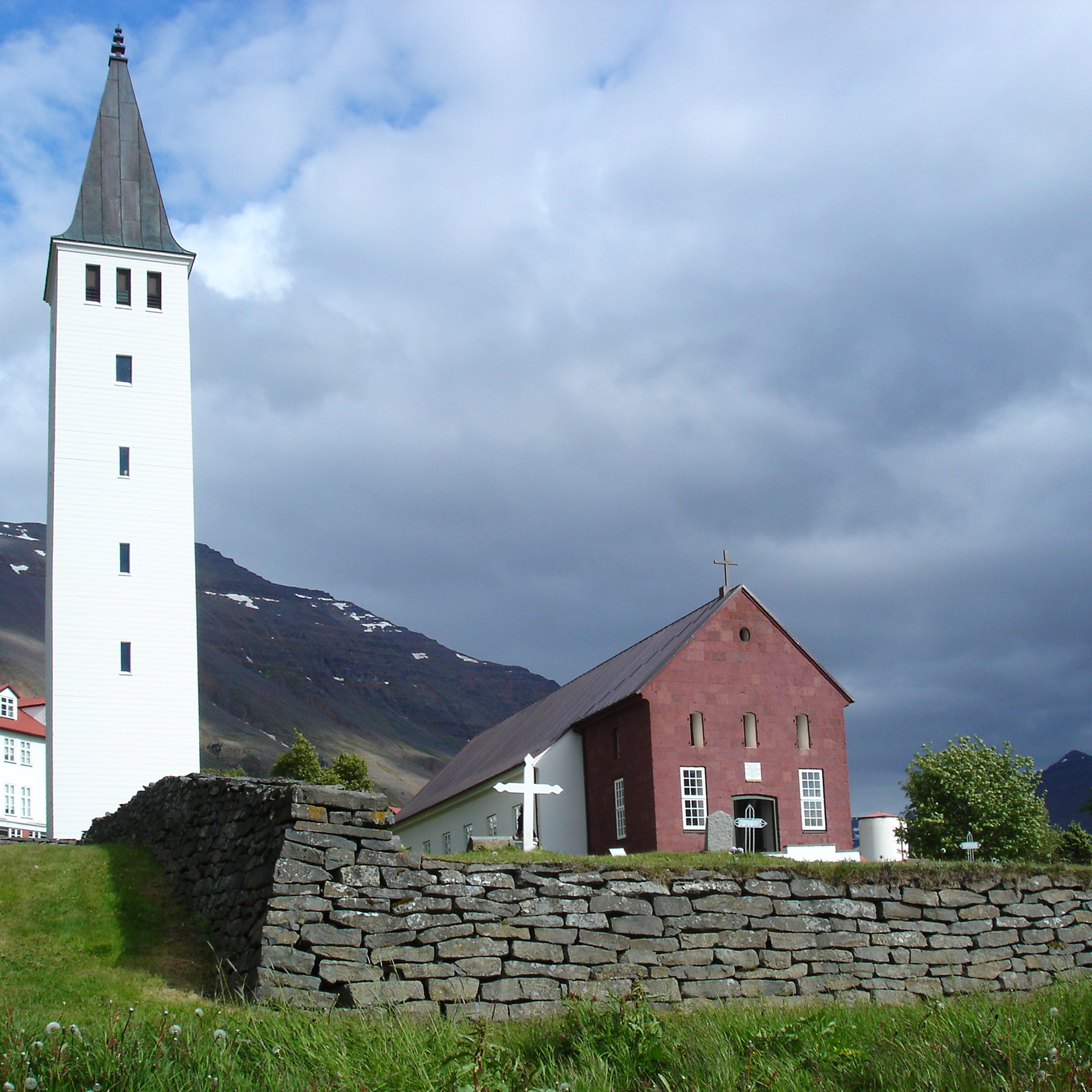
Холакірк'я, одна з найбільших церков у країні

Послідовники Асатру вважають головним обов'язком відродити релігію своїх предків. Їхня віра базується, як і в інших язичників, на обожнюванні сил природи, відновленні традицій та фольклору корінного населення своєї країни. Скандинавська міфологія є містичної основою Асатру. Відповідно до віровчення Асатру, люди наповнені божественною сутністю, яка розташована поза свідомістю та виражається через богів та богинь. Оскільки боги є родичами людей, їх прийнято шанувати та славити. Верховний бог пантеону Асатру — Одін, супутники якого — круки Хугін та Мунін («той що думає» та «той що пам'ятає») і вовки Гері та Фрекі («жадібний» та «ненажерливий»), його їздова тварина — восьминогий кінь Слейпнір (Sleipnir, «ковзний»). У Вальгаллі Одіну та його дружині прислуговують валькірії — діви, які визначають долю воїнів на полі битви і вибирають героїв для Вальгалли. Зброя Одіна — спис Ґунґнір, яке ніколи не пролітає повз ціль і вражає на смерть кожного, в кого потрапляє. Корабель Одіна — Скідбладнір (Skíðblaðnir, «складений з тонких дощечок»), найшвидший корабель світу, що вміщає будь-яку кількість воїнів, якого, однак, можна при потребі скласти та заховати в кишеню. Скідбладнір побудували гноми Брок та Сіндрі. Спочатку він належав Локі, але потім був подарований богам у відшкодування за крадіжку волосся богині Сіф, дружини Тора.

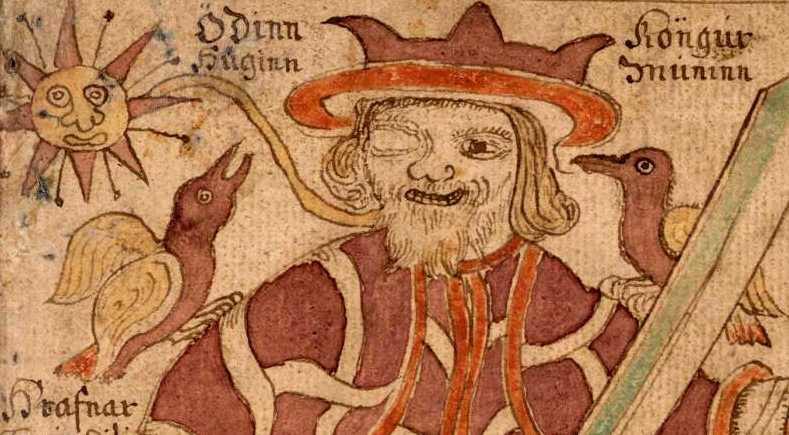
Хугін та Мунін на плечах Одіна

Ісландці також вірять в існування міфічних істот — тролів, ельфів і гномів. Однак ці істоти відрізняються від своїх побратимів з інших скандинавських країн. На відміну від норвезьких, ісландські тролі величезного зросту та мешкають у горах, а карлики живуть під землею і в скелях. Їх також називають «хульдуфоулк» — що в перекладі з ісландського означає підземні жителі або приховані жителі, світ яких — це дзеркальне відбиття світу людей, хоча вони ні чим не відрізняються від людей. Віра ісландців у надприродне дуже глибока, і доказ тому численні ісландські казки, в яких вмістилося все багатство ісландської культури. На відміну від інших країн Європи, в Середньовічній Ісландії не були забуті язичницькі міфи; навпаки — стародавні міфи і християнська релігія були синкретизовані (Див. Релігійний синкретизм).
Так писав Ейнар Оула Свейнссон, ісландський письменник, який зібрав народні казки:
Чимало дізнається про ісландську культуру минулих століть той, хто поглибиться в ісландські народні казки, навіть якщо він і не прочитав жодного історичного дослідження про той час. Можливо, однак, що фарби на картині, яку він отримає, будуть не зовсім натуральними, марновірство виявиться перебільшеним, і він побачить більше привидів та мерців, ніж бачили люди того часу. Але в більшості народних казок йдеться про надприродне, такі їхні природа та тематика, і це повинно позначитися на наявній в них картині ісландської культури. Проте картина ця широка та глибока.

На відміну від казок інших народів, ісландські казки, так звані казки-бувальщини, претендують на достовірність та розповідаються так, ніби оповідач вірить у їхню правдивість, і в давнину дійсно вірили у достовірність фактів, викладених у них. У казках-бувальщинах трафаретом є не сюжет, а властивості того казкового персонажа, про якого розповідається. Причому в таких казках ретельно описуються місце і час дії, а також повідомляються імена дійових осіб, їх походження, склад родини та інші дані. Надприродні істоти, що трапляються в ісландських казках-бувальщинах, зазвичай, у всьому схожі на людей, хоча їх образи відрізняються один від одного, і всі вони трапляються лише в ісландській усній традиції. З чарівних персонажів язичницьких міфів в ісландських казках можна зустріти лише велетнів, які називаються tröll (див. троль) — великі та сильні, але дурні, схожі на людей істоти, що живуть в печерах та відрізняються лютістю та жадібністю. Однак як і всі персонажі ісландських казок тролі не є абсолютно злими або добрими персонажами; в деяких казках описується, як троль стає назавжди вірним другом, коли йому надають послугу. Тролі бояться денного світла, оскільки з настанням дня вони перетворюються на скелі. Часто ісландські казки розповідають про тролів жіночої статі, або «скессів», лютих та дурних, але чадолюбних та людинолюбних істот, які викрадають чоловіків та роблять з них тролів, якщо викраденому не вдається втекти.
Є безліч ісландських казок, де головний персонаж — чаклун. Це найчастіше священик, пастор, іноді навіть єпископ. Найзнаменитіший з таких чаклунів — це Саймундр Мудрий — типовий добрий чаклун. Існує декілька десятків казок, де головним персонажем є саме він. У деяких казках головними героями є приховані жителі, які часто контактують з людьми. Наприклад, вони просять молока для дитини, або просять допомоги для породіллі — вона не може розродитися, поки людська рука не ляже на неї.

### Свята

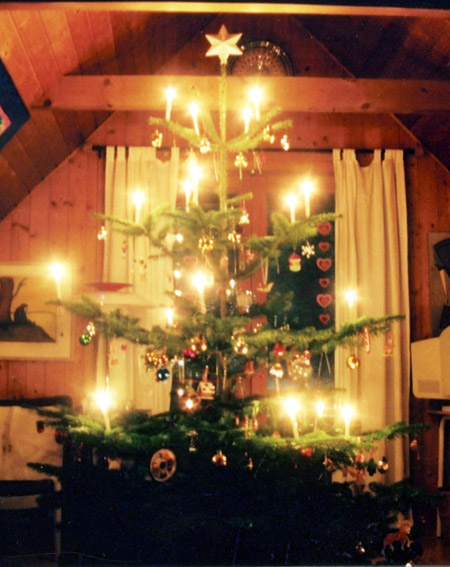
Йольське дерево

Одним з головних свят Ісландії є Новий рік. На святі Нового Року ісландці палять багаття, співають та танцюють біля них. Після Нового Року ісландці святкують найголовніше традиційне свято —Йоль. У цього свята багато назв. Його називають «Свято багать», оскільки цього дня ісландці палять великі багаття в спеціальних місцях; «Мати всіх ночей», оскільки свято присвячений дісам — богиням долі, «Треттаундінн», яке перекладається, як «тринадцятий день» (символізує тринадцятий день після Різдва). Традиції Йоля схожі на традиції Різдва. Під час Йоля убирають ялинку та кладуть під неї подарунки. Здавна в Ісландії існує повір'я, що цього дня треба обов'язково надіти новий шерстяний одяг, інакше Йольський Кіт прийде та забере святковий обід, дорогі речі або навіть дітей.
Ще одне зимове свято — День святого Валентина. Хоча це свято християнське та церковне, проте ісландці додали до нього національного колориту. В Ісландії День святого Валентина присвячується синові Одіна — Валі, проте це свято, як і всюди у світі, стосується романтики кохання. В Ісландії існує кумедний звичай: дівчата цього дня вішають хлопцям на шиї головешки, а ті у відповідь намагаються повісити на шиї дівчат камінчики. Сенс цього ритуалу легше зрозуміти, якщо врахувати, що для запалювання ватри в День Валі обов'язково потрібно висікти іскру ударом каменя об камінь.
Одне з найновіших свят — День пива. Його відзначають 1 березня — цього дня було прийнято закон про пиво, який діє у цій країні до 1989. Цим актом було скасовано «сухий закон», що діяв у країні впродовж майже століття. День пива святкують у барах та ресторанах. Гулянки тривають до ранку. Організовуються концерти та спеціальний пивний фестиваль.
Лютеранський Великдень — одне з головних, якщо не найголовніше свято для ісландців. На Великдень ісландці печуть пироги, роблять шоколадні яйця. Єдиною ісландською традицією, що пов'язана з Великоднем, можна вважати повір'я, що на Великдень сонце танцює, рухаючись у різні боки, однак щоб стати свідком цього видовища, треба, щоб дата Пасхи збіглася з тією датою, коли Ісус воскрес.

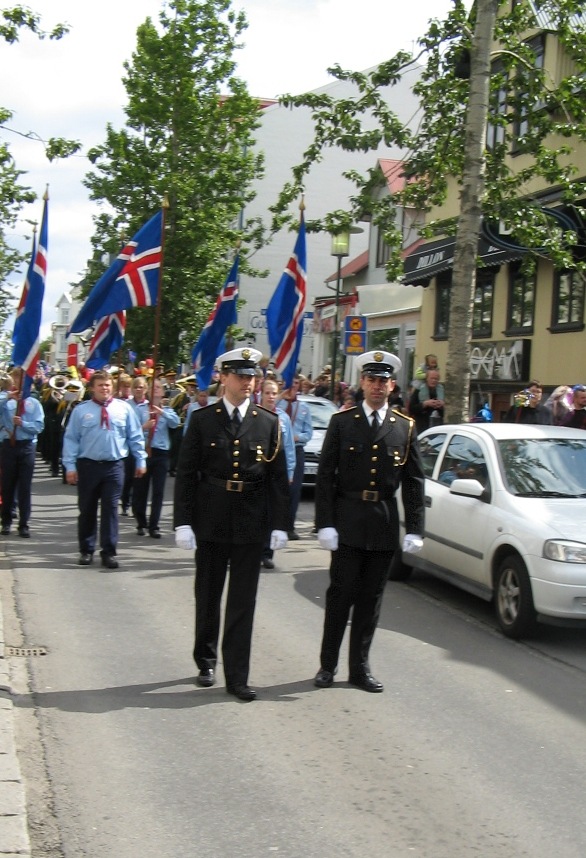
День проголошення Ісландської Республіки

Сумардагурінн Фірсті — свято першого дня літа святкується з особливим розмахом. З цим днем пов'язано дуже багато повір'їв, оскільки це язичницьке свято. Наприклад, вважали, що якщо в ніч на свято траплялися заморозки, то це на добро. Це явище називалося «літо, що примерзло до зими». Також вважали, що шар вершків на молоці в новому році буде відповідати шару льоду, що утворився на воді цієї ночі. Отже якщо ніч була морозною, то і молоко буде жирним.
21 червня ісландці відзначають мід-саммер — свято середини літа. Це свято теж є язичницьким і збереглося від часів, коли стародавні вікінги ділили рік на дві частини — літо та зиму і святкували середину літа та середину зими. Цього дня у сучасній Ісландії організовується Фестиваль літнього сонцестояння. Є безліч традицій, пов'язаних з цим днем. Наприклад, ісландці вважають, що найкоротша ніч у році має магічну силу і може вилікувати від 19 різних хвороб, тому проводять культові заходи, пов'язані з цим повір'ям.
Ветрнетр — Свято першого дня зими або День зими. Цього дня ісландці палять багаття, проводять різні змагання. У сучасній Ісландії на Ветрнетр відбувається безліч фестивалів, найзнаменитіші з яких — «Iceland Airwaves» та Фестиваль молодіжного мистецтва.
У грудні ісландці святкують Католицький день Святого Миколая і Різдво Христове. В Ісландії, як і в багатьох інших країнах, свято Різдва Христового введено було для витіснення дня зимового сонцестояння, в який відбувалися жертвопринесення. Хоча це свято християнське, однак є дуже багато повір'їв, пов'язаних з ним. Наприклад, ісландці вважають, що цього дня ельфи переїжджають до іншого місця і ті, хто хотів заволодіти їх багатством, стояли вночі на перехрестях та чекали ельфів, щоб торгуватися з ними так довго, як це лише можливо — поки не настане світанок та ельфи не розтануть у повітрі, залишивши все добро на землі.
Найголовніші державні свята — День незалежності Ісландії, який святкується 1 грудня, День президента Ісландії і День проголошення Ісландської Республіки, який святкується 17 червня.

### Кухня
Попри те, що природа Ісландії бідна, ісландська кухня аж ніяк не одноманітна, навпаки — дуже багата. Овочі та фрукти привозять до Ісландії з інших країн, а моркву, капусту, картоплю, огірки та помідори вирощують на острові. Сільська кухня консервативна, а в містах все більшу та більшу популярність завойовує фаст-фуд. Однак і в містах є ресторани, де подають традиційні ісландські страви. До традиційних страв належать: сурм'єулк (місцеве кисле молоко); тріскові щоки; квашені тюленячі плавці; смажене м'ясо тупиків; бичачі яєчка, мочені в кислому молоці; яйця тупиків; тухле м'ясо акули (Гаукарль), тощо. В Ісландії дуже популярною є кава. Є навіть свято на честь цього напою. Цікаво, що в кав'ярнях потрібно платити лише за першу чашку кави.